# Зубер, Кэтрин
Кэтрин Зубер (англ. Catherine Zuber; род. 1951, Лондон) — американская художница по костюмам для театра и кино, многократный лауреат премий «Тони» и «Драма Деск».

## Биография
Зубер родилась в Англии и приехала с семьёй в Нью-Йорк, когда ей было 9 лет. Окончила Йельскую школу драмы.
В основном она работает с бродвейскими и офф-Бродвейскими театрами, иногда с оперными театрами и кинематографом.

## Награды и номинации

### «Тони»
Пятнадцать номинаций на премию «Тони», из них семь побед.
- 1999: Двенадцатая ночь — лучший дизайн костюмов[англ.], номинация;
- 2003: Ужин в восемь[англ.] — лучший дизайн костюмов, номинация;
- 2005: Свет на площади[англ.] — лучший дизайн костюмов в мюзикле[англ.], победа;
- 2006: Пробудись и пой![англ.] — лучший дизайн костюмов в спектакле[англ.], победа;
- 2006: Морской пейзаж[англ.] — лучший дизайн костюмов в спектакле, номинация;
- 2007: Берег Утопии — лучший дизайн костюмов в спектакле, победа;
- 2008: Юг Тихого океана — лучший дизайн костюмов в мюзикле, победа;
- 2010: Королевская семья[англ.] — лучший дизайн костюмов в спектакле, победа;
- 2011: Рождённая вчера[англ.] — лучший дизайн костюмов в спектакле, номинация;
- 2011: Как преуспеть в бизнесе, ничего не делая — лучший дизайн костюмов в мюзикле, номинация;
- 2013: Золотой мальчик[англ.] — лучший дизайн костюмов в спектакле, номинация;
- 2015: Король и я — лучший дизайн костюмов в мюзикле, победа;
- 2017: Боевая раскраска[англ.] — лучший дизайн костюмов в мюзикле, номинация;
- 2018: Моя прекрасная леди — лучший дизайн костюмов в мюзикле, победа;
- 2020: Мулен Руж![англ.] — лучший дизайн костюмов в мюзикле, присуждение отложено.

### «Драма Деск»
Двенадцать номинаций на премию «Драма Деск», из них пять побед.
- 1998: Иванов — выдающийся дизайн костюмов[англ.], номинация;
- 1998: Триумф любви — выдающийся дизайн костюмов, номинация;
- 1999: Двенадцатая ночь — выдающийся дизайн костюмов, номинация;
- 2003: Ужин в восемь[англ.] — выдающийся дизайн костюмов, номинация;
- 2004: Интимная одежда[англ.] — выдающийся дизайн костюмов, номинация;
- 2005: Свет на площади[англ.] — выдающийся дизайн костюмов, номинация;
- 2007: Берег Утопии — выдающийся дизайн костюмов, победа;
- 2012: Смерть берёт выходной[англ.] — выдающийся дизайн костюмов, номинация;
- 2015: Жижи[англ.] — выдающийся дизайн костюмов, победа;
- 2017: Боевая раскраска[англ.] — выдающийся дизайн костюмов в мюзикле[англ.], победа;
- 2018: Моя прекрасная леди — выдающийся дизайн костюмов в мюзикле, победа;
- 2020: Мулен Руж![англ.] — выдающийся дизайн костюмов в мюзикле, победа.

## Отзывы
Брайан Бедфорд отмечал «безупречный театральный интеллект Зубер». «Кэти создаёт одежду, а не костюмы, и её одежда очень помогает мне как актёру и режиссёру».
Режиссёр Кейт Вориски: «Кэти принимает все вызовы. Если она доступна, она первая, к кому я обращаюсь».
Режиссёр Дуг Хьюз: «Кэти блестящая, весёлая и неутомимая… У неё большая смелость, широкий диапазон и необычайное визуальное чутьё, которому я доверяю не только в костюмах».

## Фильмография
- Бит / The Beat (1987)
- Жребий Салема 2: Возвращение в Салем / A Return to Salem’s Lot (1987)
- Ромео и Джульетта / Roméo et Juliette (2008)
- Волшебный порошок Фрейда / Freud’s Magic Powder (2009)
- Прямой эфир в Линкольн-центре / Live from Lincoln Center (2010)
- Звук музыки! / The Sound of Music Live! (2013)
- Питер Пэн жив! / Peter Pan Live! (2014)
- Король и я / The King and I (2018)
- The Met: Live in HD / Metropolitan Opera Live in HD (2007—2020)